# Vienna Open 1976
Il Vienna Open 1976, noto anche come Fischer Grand Prix per motivi di sponsorizzazione, è stato un torneo di tennis giocato sul sintetico indoor della Wiener Stadthalle di Vienna in Austria. È stata la 2ª edizione del torneo, faceva parte del Commercial Union Assurance Grand Prix 1976 e si è giocato dal 2 al 31 ottobre 1976.

## Campioni

### Singolare maschile
Wojciech Fibak ha battuto in finale  Raúl Ramírez con il punteggio di 6–7, 6–3, 6–4, 2–6, 6–1

### Doppio maschile
Bob Hewitt /  Frew McMillan hanno battuto in finale  Brian Gottfried /  Raúl Ramírez con il punteggio di 6–4, 4–0 (Gottfried e Ramírez ritirati)